# Айброкс
«Айброкс» (англ. Ibrox Stadium, Ibrox Park) — стадіон у місті Глазго (Шотландія). Місткість — понад 50,900 глядачів. Є домашньою ареною футбольного клубу «Рейнджерс». Один із найстаріших стадіонів Великої Британії. Тричі в 1902, 1961 та у 1971 роках стадіон ставав місцем дії футбольних трагедій, в яких загалом загинуло щонайменше 93 людини. На «Айброксі» також грала національна збірна Шотландії, особливо тоді, коли національний стадіон «Гемпден-Парк» був на реконструкції в 1990-х роках. Тоді ж на «Айброксі» пройшли три фінали Кубку Шотландії. Він також був місцем проведення концертів багатьох великих виконавців, зокрема Френка Сінатри.

## Рекорди
Рекорд відвідуваності (118 567 глядачів) встановлено у січні 1939 року під час матчу ліги проти «Селтіка». Це найвище досягнення для матчів чемпіонату у Великій Британії (кубкові матчі не раз збирали більшу аудиторію).